# Kay Goldsworthy
Kay Maree Goldsworthy (Melbourne, 1956) è una vescova anglicana australiana.
È stata la prima donna ad essere stata consacrata vescovo nella chiesa anglicana in Australia.

## Biografia
La Goldsworthy, dopo aver conseguito il diploma alla Croydon High, nella sua città natale, studiò teologia al Trinity Theological College di Melbourne.
Nel 1986 fu ordinata diacono, divenendo una delle prime donne a ricoprire tale ruolo.
È sposata con Jeri James e madre di due figli.